# Catch 22 (album Hypocrisy)
Catch 22 – ósmy album studyjny szwedzkiej grupy muzycznej Hypocrisy. Płyta została wydana 19 marca 2002 roku nakładem wytwórni muzycznej Nuclear Blast.
9 maja 2008 roku ukazała się reedycja wydawnictwa pod zmienionym tytułem Catch 22 v.2.0.08. Pomiędzy 2007 a 2008 rokiem w Abyss Studio Peter Tägtgren nagrał ponownie wokalizy oraz partie gitar. Kompozycje zostały ponownie zmiksowane i zremasterowane.

## Lista utworów
1. "Don't Judge Me" (Tägtgren) - 2:28
2. "Destroyed" (Szöke, Tägtgren) - 3:56
3. "Edge of Madness" (Tägtgren) - 4:59
4. "A Public Puppet" (Tägtgren) - 3:40
5. "Uncontrolled" (Hedlund, Tägtgren) - 4:41
6. "Turn the Page" (Hedlund, Seger, Tägtgren) - 4:05
7. "Hatred" (Szöke, Tägtgren) - 4:46
8. "Another Dead End (For Another Dead Man)" (Tägtgren) - 3:44
9. "Seeds of the Chosen One" (Tägtgren) - 5:06
10. "All Turns Black" (Hedlund, Tägtgren) - 4:24